# Vasyl Bandera
Vasyl Andrijovytj Bandera  (ukrainska:Васи́ль Андрі́йович Банде́ра), född 1915, Staryj Uhryniv, nuvarande Kalusj distrikt i Ivano-Frankivsk oblast, död 22 juli 1942, Auschwitz, var en ukrainsk nationalist. Han var medlem i Organisationen för ukrainska nationalister, Orhanizatsija Ukrajinskich Natsionalistiv (OUN), yngre bror till Stepan Bandera. 

Bandera-familens hus i Staryj Uhryniv

Bandera föddes i en del av det dåvarande österrikiska kronlandet Galizien som numera tillhör Ivano-Frankivsk oblast i Ukraina. Han var son i en grekisk-katolsk prästfamilj. Fadern Andrij Bandera verkade som frivillig soldatpräst i ukrainsk-galiziska armén under det polsk-ukrainska kriget 1918-1919. Modern Myroslava, som var prästdotter, dog i tuberkulos våren 1922. Morfadern Volodymyr Hlodzinskyj dog 1919 i strid mot de polska styrkerna. 
Under sin uppväxt blev sonen vittne till den pånyttfödda ukrainska nationalismen i området, som hade blivit en del av den nybildade staten Polen efter första världskriget 1918, det polsk-ukrainska kriget och Versaillesfreden 1919.
Bandera tog studentexamen från Stryjs ukrainska gymnasium, och hade en examen i filosofi från Lvivs universitet och en agronomexamen från Lvivs polyteknik. 1938-1939 satt han på grund av sina aktiviteter inom OUN i det polska Bereza Kartuska fängelset. Efter Tysklands invasion av Polen arbetade han i Kraków som ONU:s advokat. Efter proklamationen av den ukrainska staten 30 juni 1941 arbetade han med OUN:s propaganda i Stanyslaviv nuvarande Ivano-Frankivsk (numera St. Independence, 15), där i december 1941 tillsammans med sin hustru Hlodzinska-Bandera och äldre brodern Oleksandr greps av Gestapo och skickades till nazisternas koncentrationsläger i Auschwitz. Han och brodern blev enligt uppgifter i ett OUN-tidskrift från februari 1942, dödad av polska Kapo-fångar 1942.
Detta kan ha skrivits för att misskreditera polacker eftersom en läkare i Auschwitz 1964 lämnade uppgifter där det angavs att en av bröderna dog på grund av "en orolig mage".

## Familjen Banderas öde
Efter Polens fall och delning hösten 1939 införlivades de tidigare polska områden i de västra ukrainska regionerna med Sovjetunionen. Sovjetmakten utförde 1939-1941 en stor utrensningsaktion med massdeporteringar till Sibirien och Sovjetunionens inre delar vilket berörde en del ukrainare som betraktades som potentiellt illojala med Sovjetunionen och dess politik bland andra drabbades Banderas familj hårt. Enligt olika källor kom mellan 320 000 och 1,5 miljoner invånare i Ukrainska SSR:s västliga delar att deporteras. Hur stor del av dessa som var ukrainare är inte känt.
Andrij Bandera, Vasyl far greps av NKVD under natten 23 maj 1941 för att gömma ett OUN-medlem. Han transporterades till Kiev där han 8 juli av en sovjetisk militärdomstol dömdes till döden och avrättades vid arkebusering den 10 juli. Samma natt greps Vasyl Banderas systrar Oksana och Marta-Marija. De skickades till Gulag i Krasnojarsk kraj i Sibirien. Båda frigavs 1960 utan att ha rätt att återvända till Ukrainska SSR. Marta-Marija dog i Sibirien 1982, och Oksana återvände till Ukrainska SSR 1989, där hon avled 2008. En tredje syster, Volodymyra greps 23 mars 1946 i Ternopil tillsammans med sin make, prästen och ledaren för OUN i Kalusj, Fedir Davydjuk. Hon dömdes 7 september till 10 år straffarbete och skickades till Gulag i Karaganda i Kazakiska SSR 1946-1956. Hon återvände till sina barn i Ukrainska SSR 1956, där hon avled 2001.
Vasyl yngre bror Bohdan öde förblir okänt, vissa källor anger att han dödades av Gestapo i Mykolajiv 1943 medan andra källor säger han dödades av NKVD-agenter i 1944, men även familjemedlemmarna har ingen säker information. Mest känd är den äldre brodern Stepan Bandera som mördades av en KGB-agent 15 oktober 1959 i München. Han var ordförande i den ONU och levde efter kriget i exil i Västtyskland. För en del ukrainska nationalister är Stepan Bandera en symbol för ukrainsk frihetskamp, medan vissa judiska organisationer, Ryssland, Polen och EU uppfattar honom som antidemokrat, nazistkollaboratör och delaktig i folkmord.